# Breisach (Adelsgeschlecht)

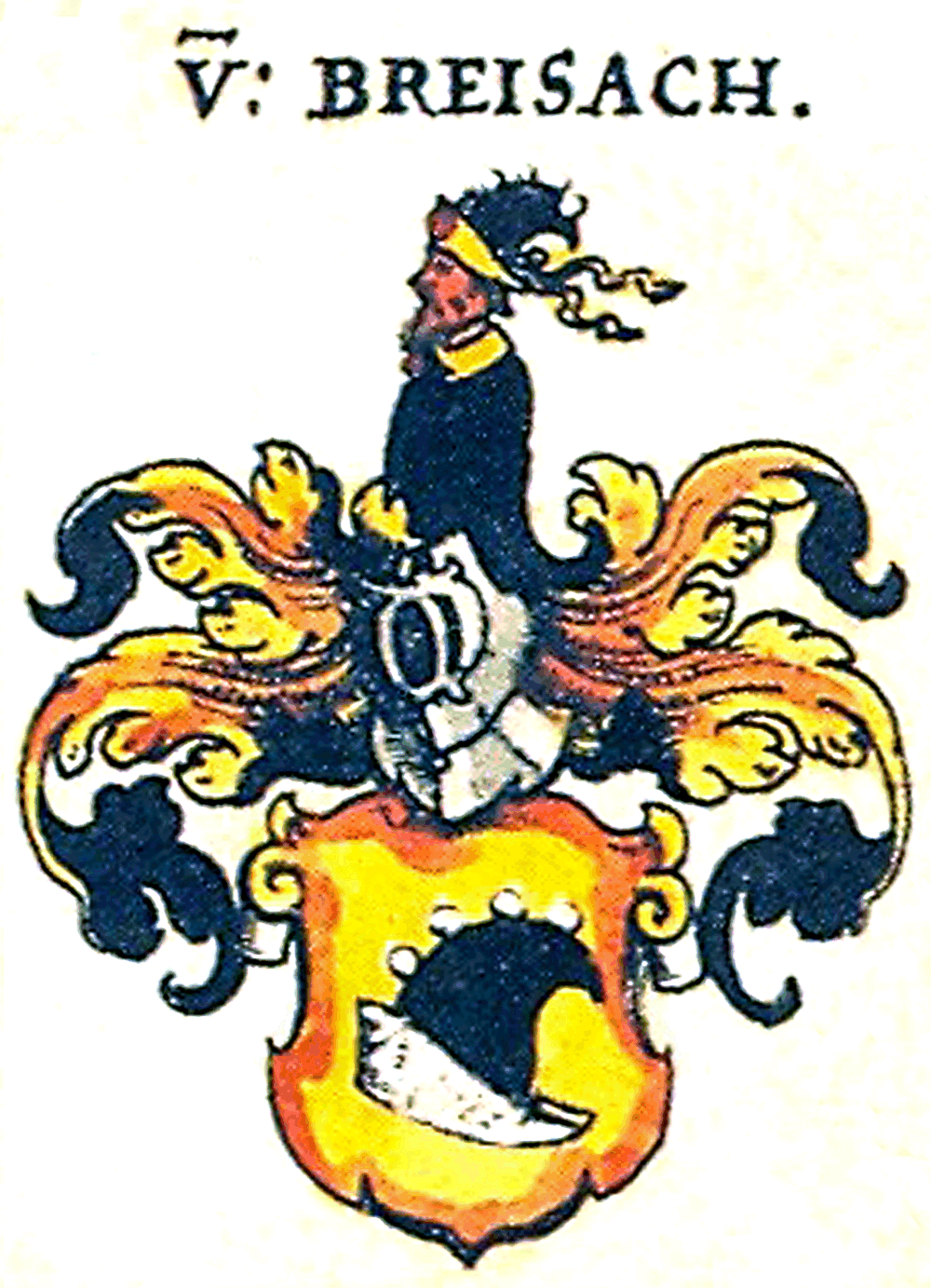
Stammwappen in Siebmachers Wappenbuch von 1605

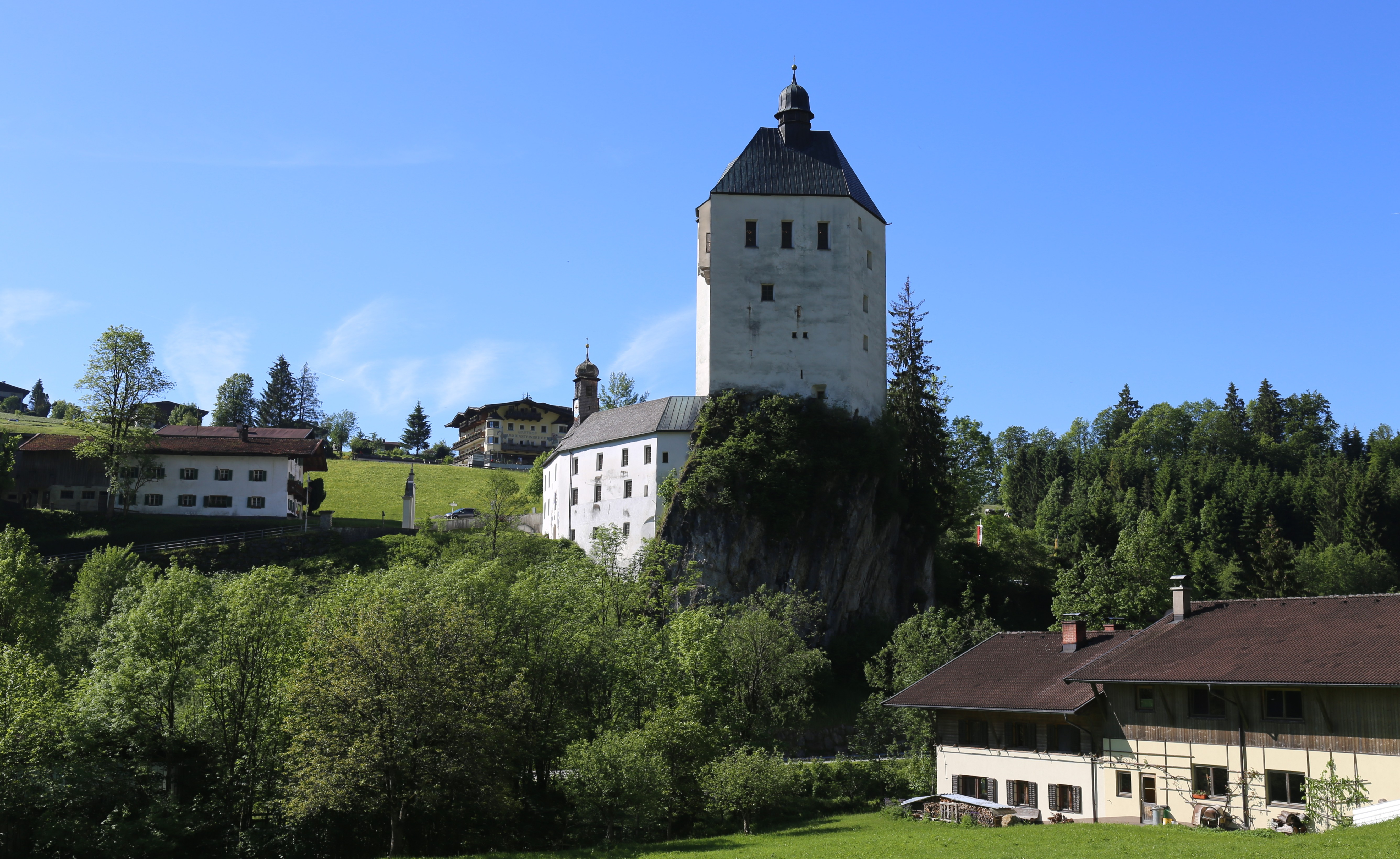
Schloss Mariastein

Die Herren von Breisach, auch Preysach bzw. Breisach von und zu Katzenzungen, waren ein Tiroler Rittergeschlecht, das 1706 im Mannesstamm erlosch.

## Geschichte

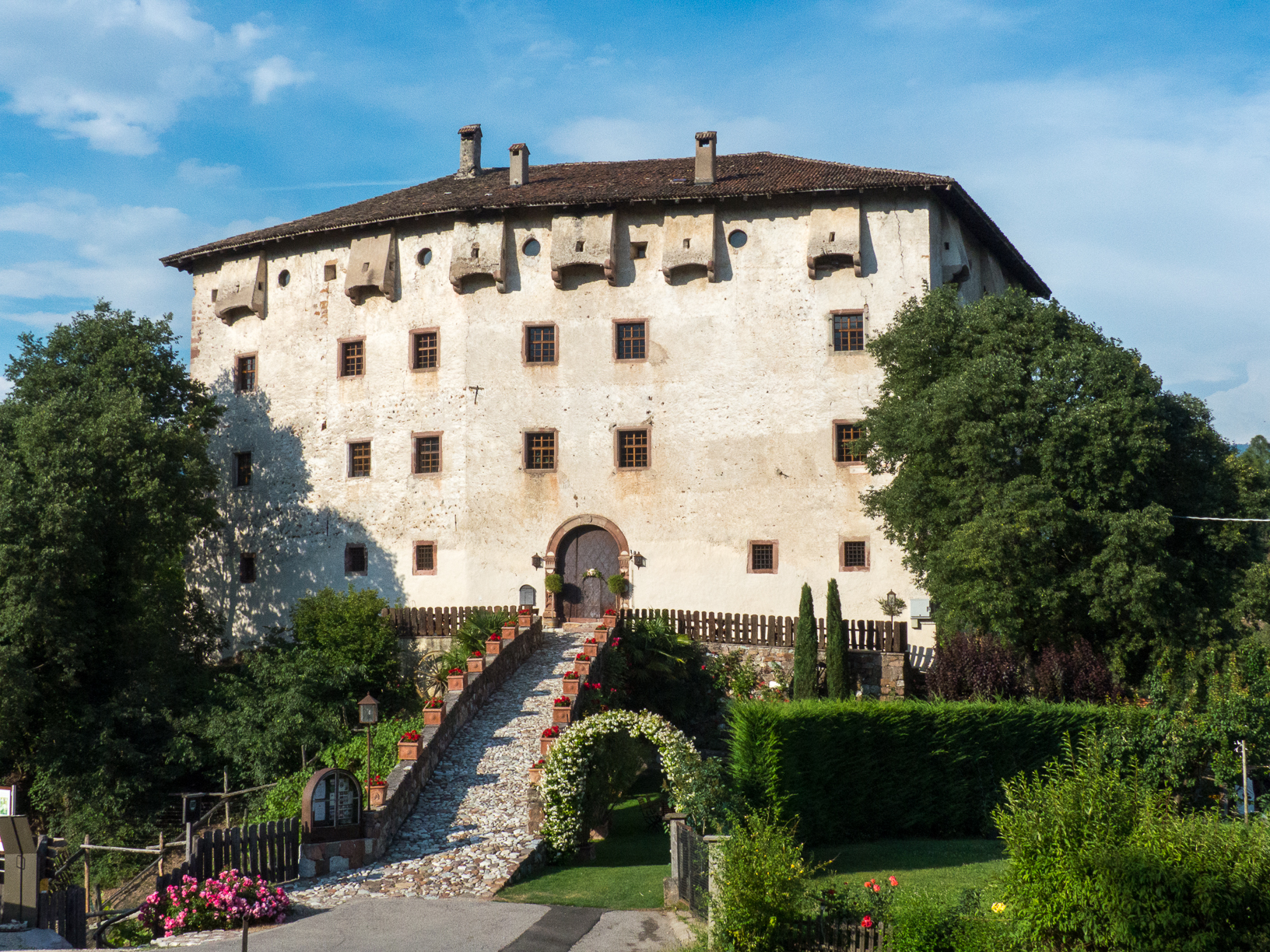
Schloss Katzenzungen

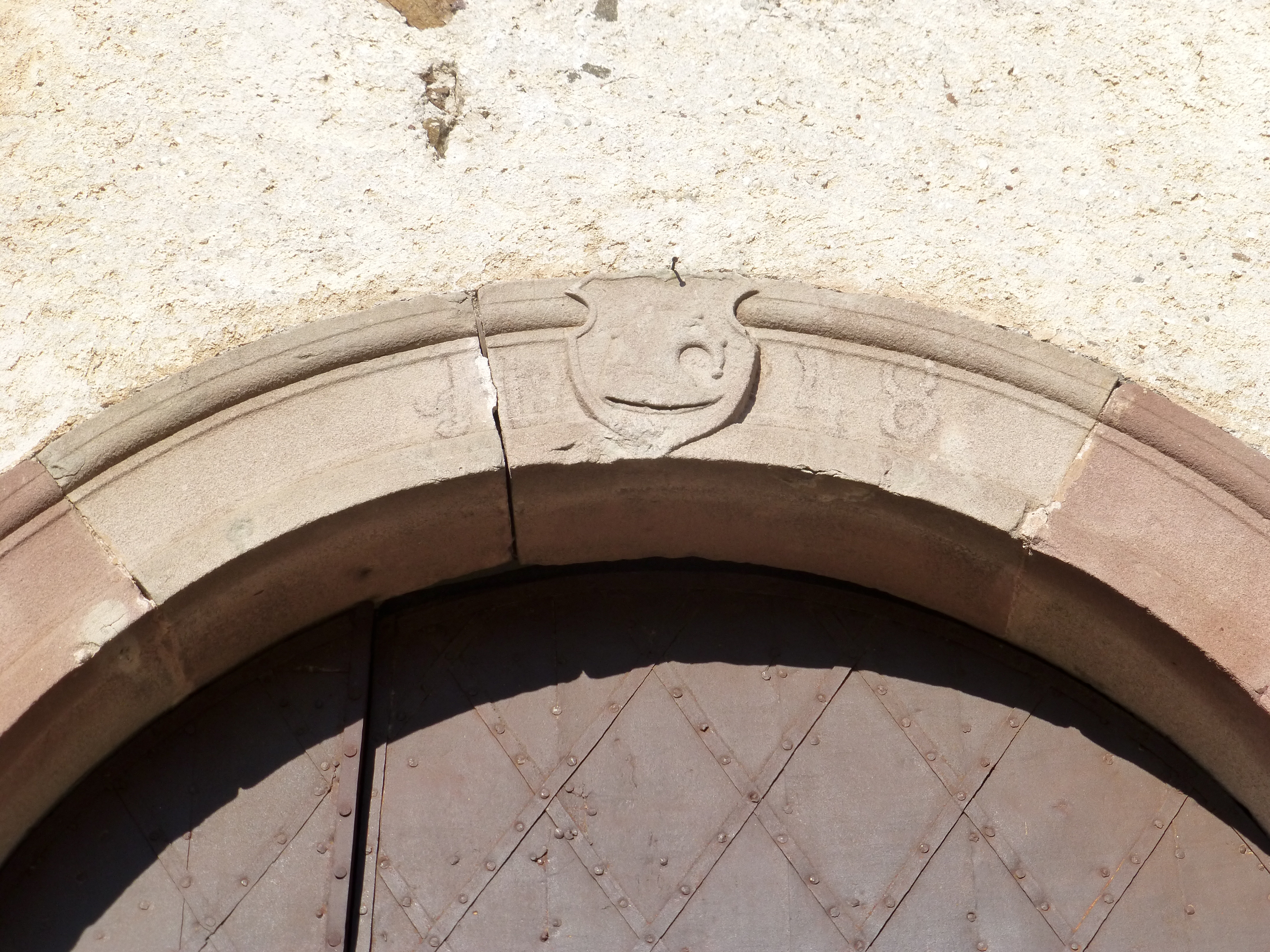
Wappenstein

Das Geschlecht stammte ursprünglich aus dem Oberelsass und war älterer Literatur zufolge eines Stammes mit den französischen Herzögen von Brissac. Der Familienname könnte mit Breisach am Rhein in Verbindung stehen. 1487 bis zu seinem Tode besaß der Ritter Marquard von Breisach, kaiserlicher Gesandter in Venedig die Herrschaft und das Schloss Mariastein im Unterinntal bei Kufstein. Jener handelte 1487 zwischen dem Tiroler Landesfürsten Erzherzog Sigismund und dem Dogen einen Friedensvertrag aus. Nach dem Tode des Marquard von Breisach 1509 erhielt Mariastein Karl Schurf. 1511 wurde die Familie in die Tiroler Landstände aufgenommen. Seit dem 16. Jahrhundert waren die Herren von Breisach im südlichen Tirol begütert. 1534 erwarb der Kaiserlichen Rat und Hauptmann zu Rovereto Franz Ritter von Breisach von Carl Fuchs von Fuchsberg Schloss Katzenzungen in Prissian, mit dem er nach 1541 von Kaiser Ferdinand I. offiziell belehnt wurde. Darauf nahm er den Namenszusatz „von Katzenzungen“ an und fügte das Wappen der früheren Lehensinhaber Fink von Katzenzungen seinem eigenen hinzu. Mehrere Mitglieder traten in den geistlichen Stand. Heinrich von Breisach fungierte 1653 als Deutschordensritter und seine Brüder Johann Theodor und Marquard waren Geistliche in Stams bzw. Kanoniker im Augustiner-Chorherrenstift Neustift. Am 25. Januar 1706 starb Gregor von Breisach als letzter männlicher Vertreter des Geschlechts. Darauf erbte das Lehen Schloss Katzenzungen Franz Jakob Lidl von Mayenburg, dessen Mutter Magdalena eine geb. von Breisach war.

## Wappen
Stammwappen: „Im goldenen Schild ein silbern gestulpter schwarzer Spitzhut. Auf dem Helm mit schwarz-goldenen Helmdecken ein schwarz bekleideter Mannesrumpf mit goldenen Kragen und dem Spitzhut, der mit zwei abwehenden goldenen Bändern verziert ist.“

## Genealogie (Auswahl)
1. Marquard von Breisach († 1509); ⚭ Blanka Gräfin von Arco[11]
  1. Franz Ritter von Breisach; ⚭ Anna Trapp Freiin von Churburg und Bisein
    1. Marquard von Breisach (* 1528); ⚭ Praxedis Händl Freiin von Goldrain
      1. Franz von Breisach und Katzenzungen (* 1555); 1.⚭ Maria Jakobina Botsch von Auer 2.⚭ Magdalena Schurpf von Schönenwerth
        1. Anna Praxedis von Breisach; 1.⚭ Cyriax von Waltenhofen; 2.⚭ Jakob Heuffler von Rasen
        2. Johann Franz von Breisach in Katzenzungen; ⚭ Felicitas Wotsch von Zwingenberg
          1. Heinrich von Breisach, 1653 Deutschordensritter
          2. Franz Gaudenz von Breisach; ⚭ 1648 Helena Khuen von Belasy
          3. Johann Theodor von Breisach, Geistlicher in Stams
          4. Marquard von Breisach, Kanoniker in Neustift
          5. Georg oder Gregor von Breisach († 1706)
          6. Maria Magdalena von Breisach; ⚭ Franz Lidl von Mayenburg
            1. Franz Jakob Lidl von Mayenburg; ⚭ NN

        3. Catharina von Breisach; ⚭ 1625 David Wagner von Rottenpuch
        4. Eleonora von Breisach; ⚭ Sebastian Fueger von Hirschberg

  2. Sophia von Breisach († 1558); ⚭ 1521 Martin von Payrsberg († 1551)[12]